# Harvard Bridge

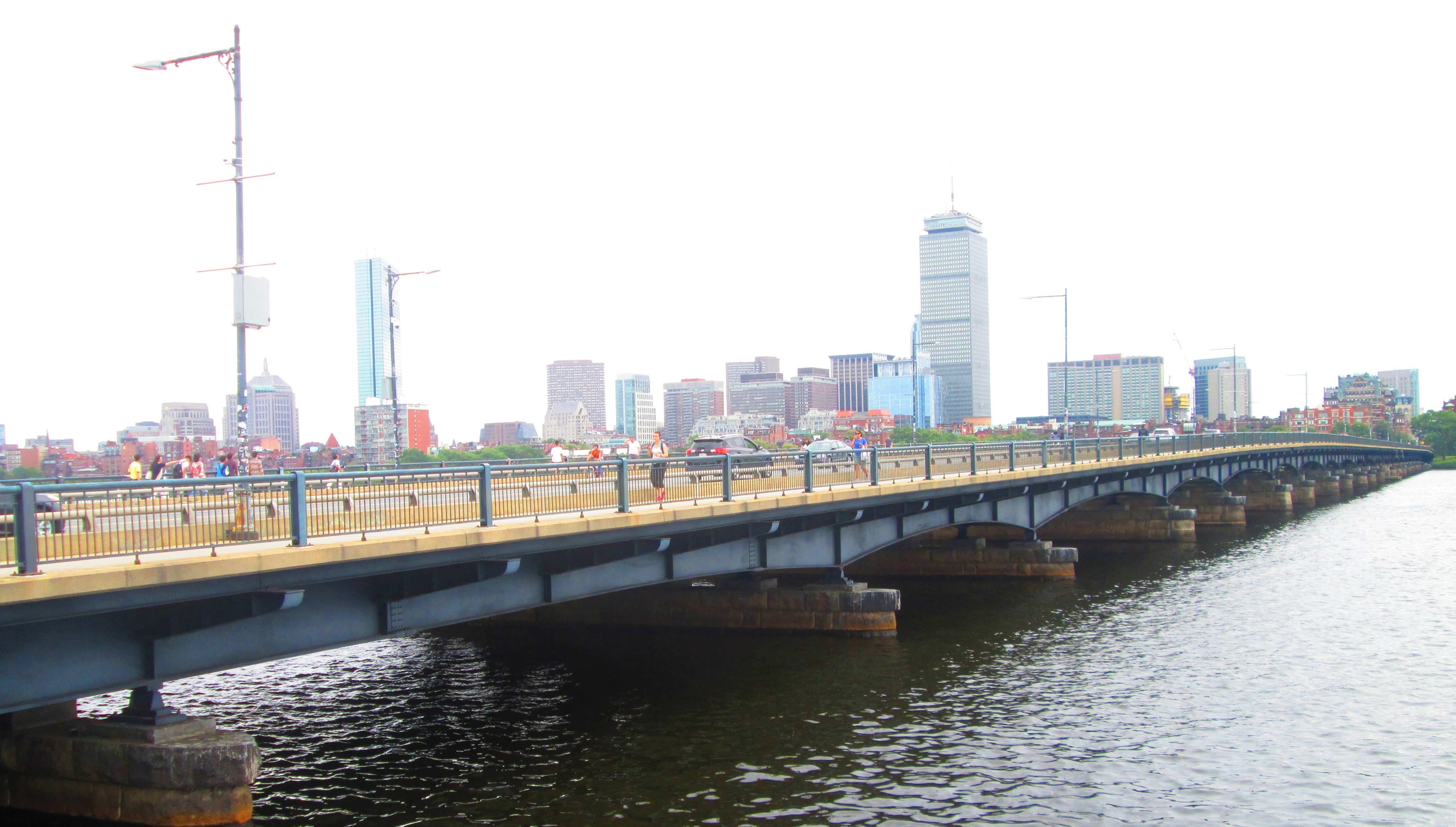
De Harvard Bridge gezien vanuit Cambridge, Massachusetts (2017)

De Harvard Bridge (ook plaatselijk bekend als de MIT Bridge, de Massachusetts Avenue Bridge, en de "Mass. Ave." Bridge) is een Amerikaanse stalen liggerbrug waarmee het wegdek van Massachusetts Avenue (Route 2A) over de Charles River wordt gevoerd en die Back Bay, Boston verbindt met Cambridge, Massachusetts. Het is met een lengte van 659,82 meter de langste brug over de Charles River.
Na jaren dispuut tussen de steden Boston en Cambridge, werd de brug gezamenlijk gebouwd door de twee steden tussen 1887 en 1891. De brug werd genoemd naar een belangrijke filantroop en eerste financier van de Harvard University, John Harvard.